# Grattacieli più alti del Regno Unito
Questa è una lista dei più alti grattacieli del Regno Unito. A settembre 2012 ci sono 52 edifici abitabili con altezza superiore a 100 m di altezza, di cui 39 si trovano a Londra, 4 a Manchester, 2 a Birmingham e a Leeds. Lo Shard London Bridge, situato a Londra e progettato da Renzo Piano, è attualmente l'edificio completato più alto del Regno Unito e dell'Unione Europea; la sua altezza massima (310 m) è stata raggiunta nel marzo 2012,  è stato inaugurato nel luglio 2012 e aperto al pubblico nel febbraio 2013.

## Lista degli edifici più alti di 140 m nel Regno Unito
Questa lista include solo edifici terminati e con un'altezza superiore ai 140 m. Include anche dei dettagli quali la guglia della Heron Tower, ma non le guglie di chiese o antenne di trasmissione.
| Pos. | Immagine | Nome                     | Città      | Altezza | Piani | Anno | Note |
| ---- | -------- | ------------------------ | ---------- | ------- | ----- | ---- | --- |
| 1    |          | Shard London Bridge      | Londra     | 310     | 87    | 2012 | È il 61° edificio più alto al mondo. |
| 2    |          | 22 Bishopsgate           | Londra     | 278     | 62    | 2019 | |
| 3    |          | One Canada Square        | Londra     | 235     | 50    | 1991 | Edificio più alto del Regno Unito dal 1991 al 2012.                                                                                                |
| 4    |          | Heron Tower              | Londra     | 230     | 47    | 2010 | |
| 5    |          | HSBC Tower               | Londra     | 200     | 45    | 2002 | Il 21 maggio del 2000, una gru è caduta uccidendo tre operai.                                                                                      |
| 5    |          | 25 Canada Square         | Londra     | 200     | 45    | 2001 | |
| 6    |          | Tower 42                 | Londra     | 183     | 43    | 1980 | Edificio più alto del Regno Unito dal 1980 al 1991.                                                                                                |
| 7    |          | 30 St Mary Axe           | Londra     | 180     | 41    | 2003 | Nel dicembre 2005, è stato eletto come "edificio più ammirato del mondo".                                                                          |
| 8    |          | BT Tower                 | Londra     | 177     | 34    | 1965 | |
| 9    |          | Beetham Tower            | Manchester | 169     | 50    | 2006 | Edificio più alto di Manchester. |
| 10   |          | Broadgate Tower          | Londra     | 165     | 33    | 2008 | |
| 11   |          | One Churchill Place      | Londra     | 156     | 32    | 2004 | Essendo stato costruito negli anni successivi agli attentati dell'11 settembre, è stato progettato per resistere all'impatto di un aereo di linea. |
| 12   |          | 25 Bank Street           | Londra     | 153     | 33    | 2003 | Dal 2004 al 2008 è stato la sede europea di Lehman Brothers.                                                                                       |
| 13   |          | 40 Bank Street           | Londra     | 153     | 33    | 2003 | |
| 14   |          | 10 Upper Bank Street     | Londra     | 151     | 32    | 2003 | |
| 15   |          | Strata                   | Londra     | 148     | 43    | 2010 | È uno degli edifici residenziali più alti di Londra.                                                                                               |
| 16   |          | Pan Peninsula East Tower | Londra     | 147     | 48    | 2008 | |
| 17   |          | Guys tower               | Londra     | 143     | 34    | 1974 | |
| 18   |          | The Landmark East Tower  | Londra     | 140     | 44    | 2010 | |
| 19   |          | West Tower               | Liverpool  | 140     | 40    | 2007 | È l'edificio più alto di Liverpool. |